# Бои за Бородянку
Бои за Бородянку, а также оккупация посёлка и близлежащих деревень Бучанского района в ходе российского вторжения в Украину начались 25 февраля 2022 года и завершились отступлением российских вооружённых сил 1 апреля 2022 года. Среди всех населённых пунктов Киевской области Бородянка подверглась наибольшим разрушениям.
Так, 1—2 марта целенаправленными ударами российской авиации в центре посёлка были разрушены 8 многоэтажных жилых домов, что привело к многочисленным жертвам. Всего за время боёв и оккупации в Бородянке (по оценкам на июль 2023 года) погибло более 300 человек, включая замурованных в подвалах обломками разрушенных многоэтажек, погибших от других обстрелов, а также убитых стрелковым оружием.
Корреспондент BBC Джереми Боуэн в репортаже из Бородянки отмечал, что разрушения в посёлке были худшим среди всего увиденного в Киевской области, включая последствия оккупации Бучи и Ирпеня, а глава МВД Украины Денис Монастырский называл произошедшее в Бородянке одной из самых больших трагедий в Украине.

## Боевые действия

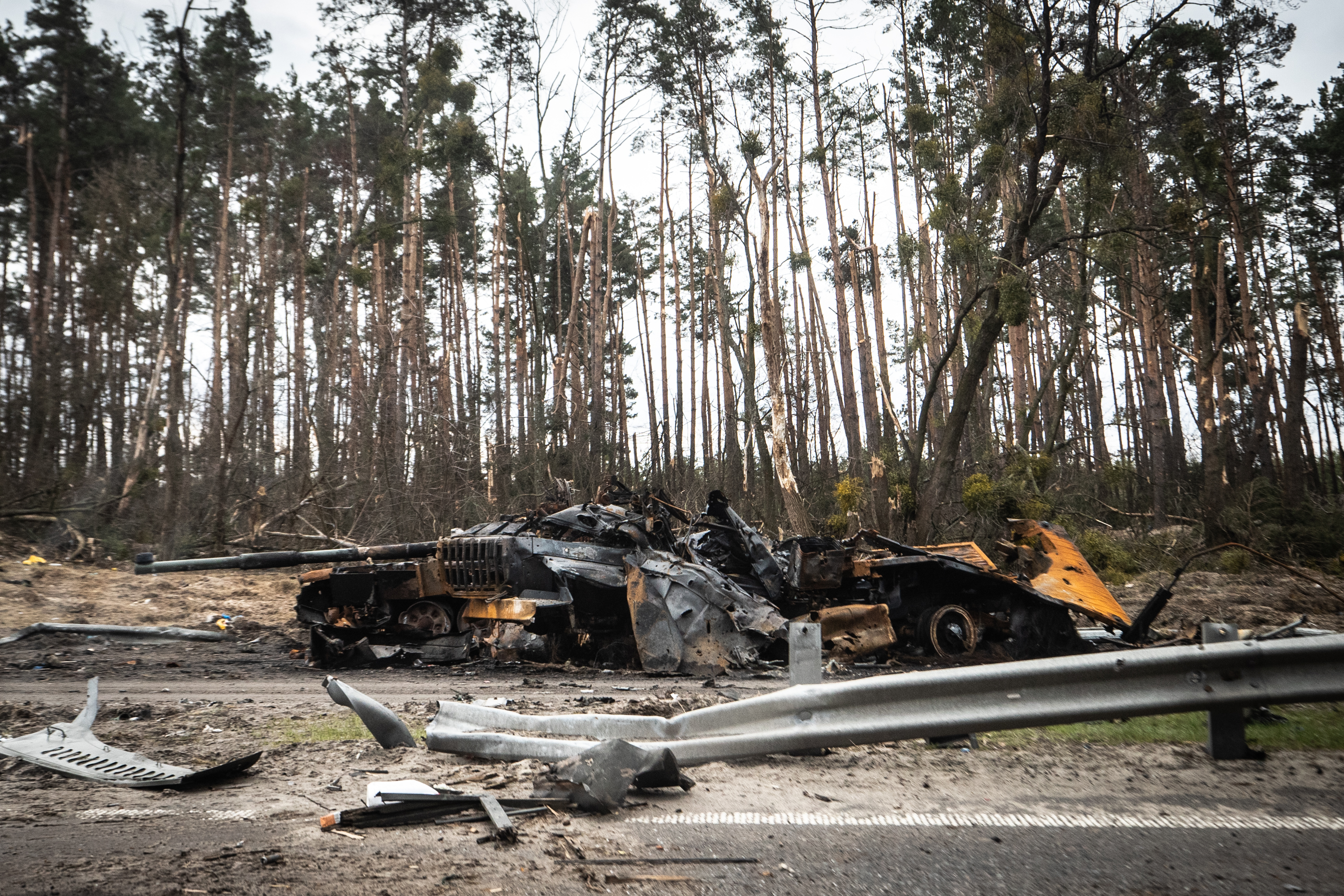
Уничтоженная военная техника в Бородянке, 6 апреля 2022 года

В ходе наступления на Киев, с которого началось вторжения в Украину в феврале 2022 года, российский десант высадился в Гостомеле, а из Беларуси и южных регионов России в направлении украинской столицы по дорогам выдвинулись бронированные колонны. Тринадцатитысячная Бородянка, расположенная на пересечении нескольких важных автотрасс Киевской области, была на пути движения российских сил.

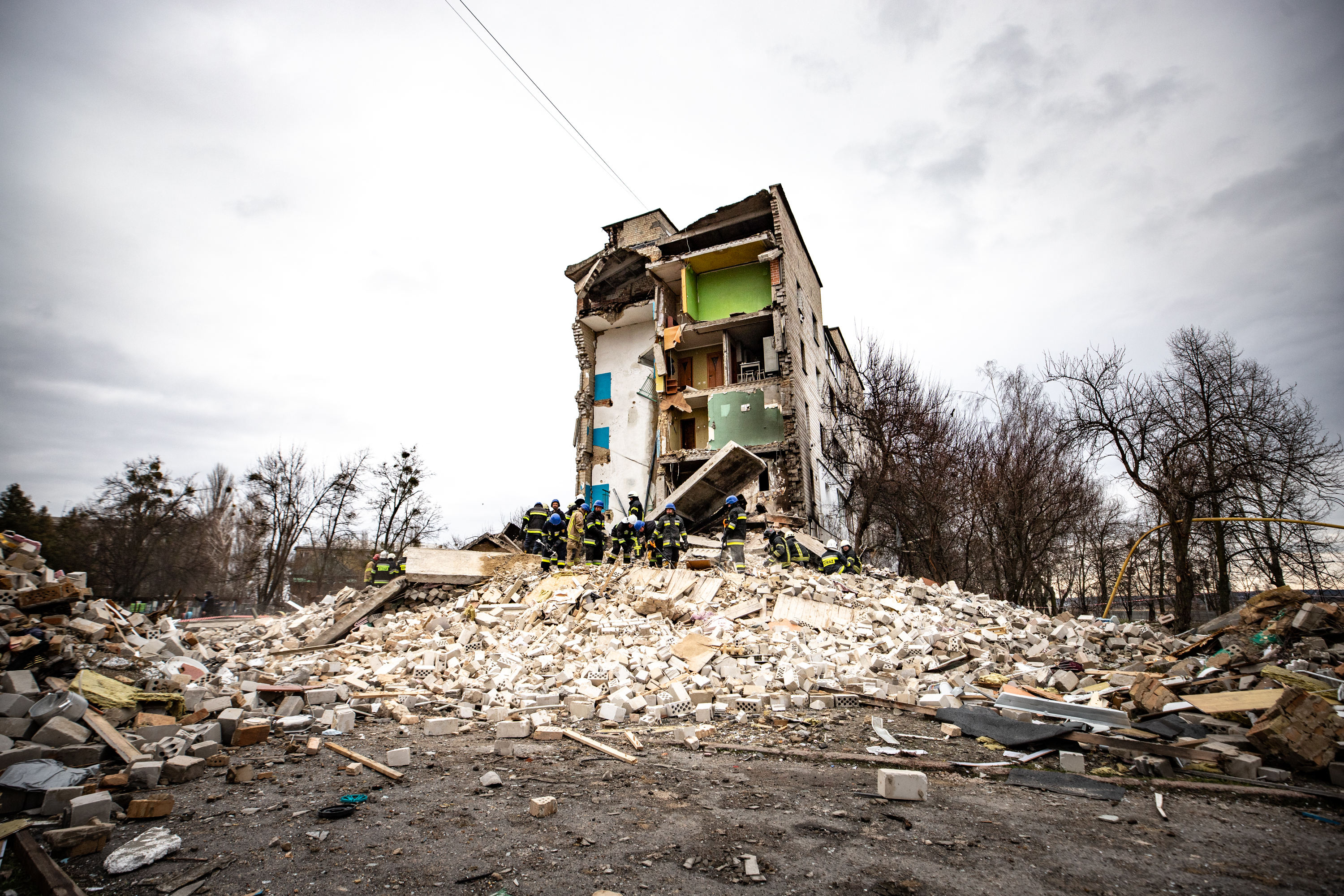
Последствия российских авиаударов по Бородянке, 6 апреля 2022 года

Российские разведывательные отряды достигли окраин Бородянки в ночь с 24 на 25 февраля 2022 года, вскоре были захвачены соседние деревни. Утром 26 февраля силам полиции и стихийно сформированного отряда теробороны, вооружённым только стрелковым оружием и бутылками с зажигательной смесью, удалось остановить российскую колонну при попытке войти в Бородянку. Артиллерийским огнём российские военные уничтожили дом, где проживала семья местного полицейского (№30 по Центральной улице), погибли 7 человек, включая 2-летнего ребёнка. В это время к западу от Бородянки 10-я и 14-я бригады ВСУ вели бои в районе Загальцев и Песковки.

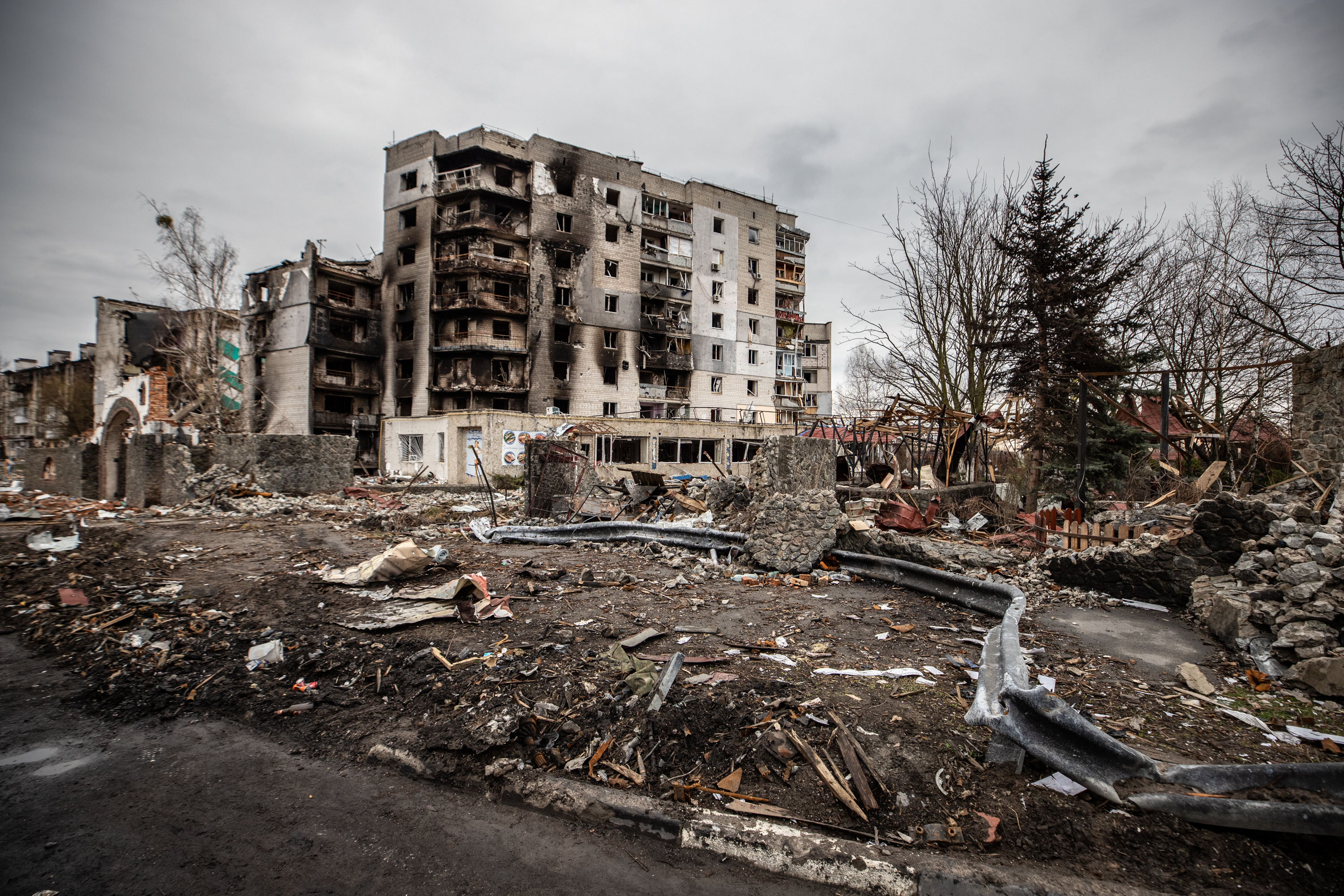
Разрушения в Бородянке, 6 апреля 2022 года

27 февраля российские силы, двигавшиеся в направлении Киева, просто обогнули город по объездной дороге, где не было условий для засады, а 28 числа в посёлок вошла колонна из 24 танков, 26 бронемашин, машин снабжения и пехоты. По свидетельствам очевидцев, российские военные стреляли на поражение в любых людей, а танки вели огонь прямой наводкой по 6—8 этажам жилых домов (полагая, что там могут находится украинские военные). Украинские бойцы отступили, но очаги сопротивления в Бородянке сохранялись на протяжении недели.

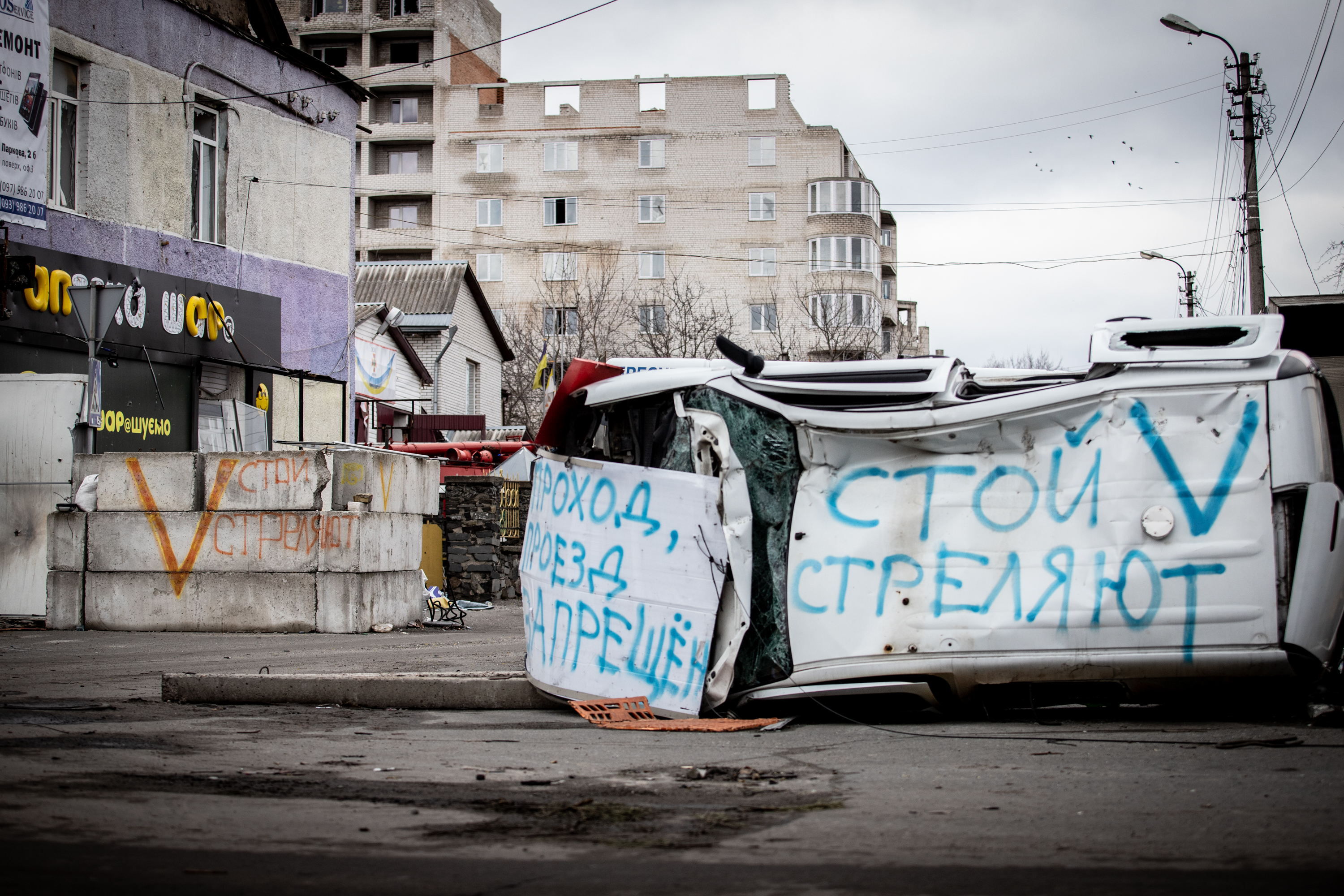
Российский блокпост в Бородянке, 6 апреля 2022 года

1—2 марта, когда Бородянка фактически находилась под российским контролем, самолёты российских ВВС нанесли серию ракетно-бомбовых ударов по жилым многоэтажным домам и в районе «Круга» — круговой развязки дорог в направлении Макарова, Киева и Ковеля. Один из бомбардировщиков Су-34, атаковавших Бородянку, был сбит и рухнул в окрестностях посёлка. Из-за разрушения мостов путь через Бородянку был одним из немногих доступных российским войскам, и через посёлок почти ежедневно проходили колонны техники.
Оккупация Бородянки продолжалась более месяца. 1 апреля 2022 года российские военные покинули посёлок в рамках общего отступления из Киевской области. Только тогда украинские спасатели смогли начать разбор завалов на месте разрушенных домов и эксгумацию тел погибших. Уже тогда генеральный прокурор Украины Ирина Венедиктова, описывая ситуацию в Бородянке, констатировала, что та может оказаться хуже, чем в Буче.

### Разрушения

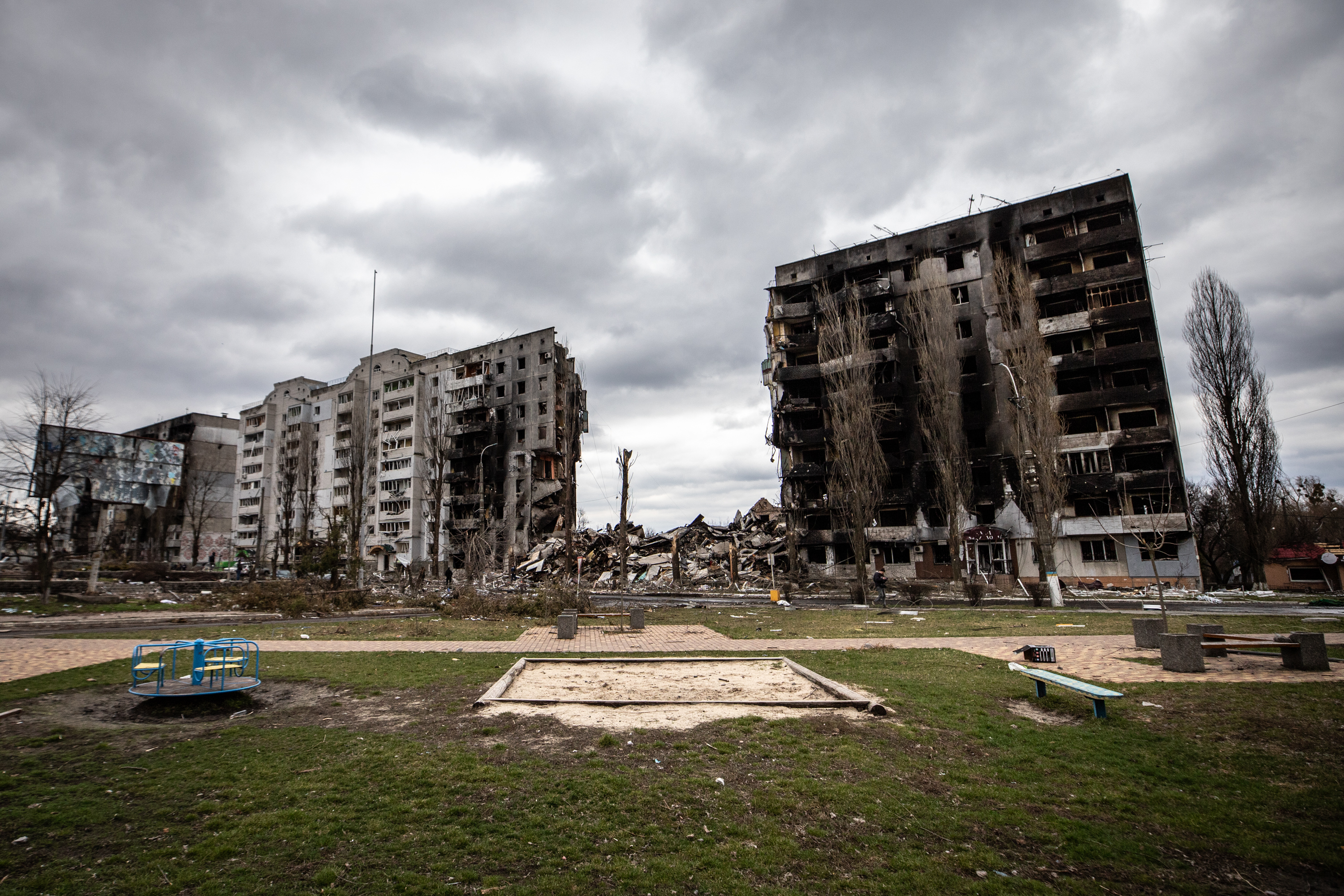
Последствия российского авиаудара по Бородянке, 6 апреля 2022 года

Среди всех населённых пунктов Киевской области Бородянка подверглась наибольшим разрушениям. Повреждения получили 1534 здания — около 90 % застройки. В их числе 404 частных дома, 55 многоквартирных домов, 8 таунхаусов, 477 хозяйственых построек, 198 гаражей, 5 теплиц — без учёта административных зданий, школ, медицинских учреждений и инфраструктуры. Из 29 многоэтажных домов 8 были разрушены. В руины была превращена вся центральная часть посёлка в районе улиц Центральная и Тараса Шевченко.

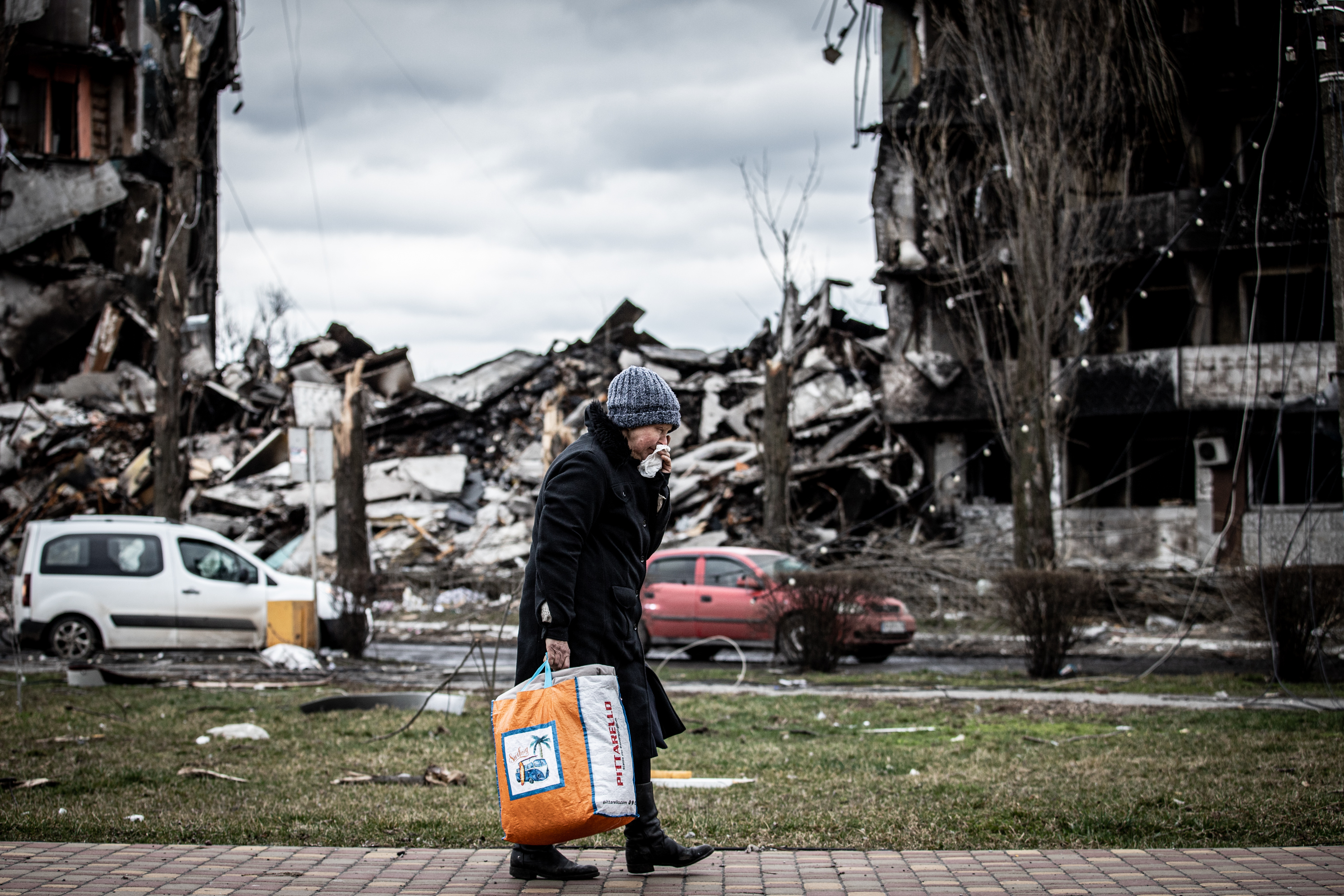
Женщина на фоне дома, разрушенного российским авиаударом, 6 апреля 2022 года

Видеозаписи и свидетельства очевидцев подтверждают, что российская техника в Бородянке неоднократно вела целенаправленный огонь по жилым домам. Российские РСЗО наносили по посёлку удары ракетами с кассетной боевой частью, город обстреливала ствольная артиллерия, самолёты сбрасывали кассетные бомбы РБК-500.
Одной из иллюстраций непропорционального использования силы в ходе российского вторжения стали многоэтажные жилые дома, разрушенные целенаправленными авиаударами 1—2 марта 2022 года. Под удар попали дома 326, 353, 357, 359, 371, 427, 429, 429А по Центральной улице. Российская авиация использовала ракеты, а также фугасные бомбы ФАБ-500. Amnesty International в докладе о событиях в Бородянке предполагала, что российские военные могли опасаться того, что в домах находятся комбатанты противника. Журналисты же сравнивали авиаудары по Бородянке с тактикой России в ходе гражданской войны в Сирии — массированными авиаударами по Алеппо.
В результате ударов «складывались» целые секции домов, и мирные жители погибали в своих квартирах или оказывались замурованы в подвалах-бомбоубежищах. Всего в разрушенных авиаударами домах проживали более 600 семей. Местные жители утверждали, что российские солдаты запрещали проводить спасательные операции и разбирать завалы, из-под которых были слышны голоса выживших. Одну из семей, заблокированных обломками дома в подвале, спасла местная жительница, которая в течение месяца передавали им через узкую щель еду и воду.
В марте 2024 года Служба безопасности Украины обнародовала результаты масштабного расследования, установившего, что удары по Бородянке наносили самолёты 303-й смешанной авиационную дивизию с белорусских аэродромов под Лунинцем, Барановичами и Лидой. Следователи пришли к выводу, что приказы им отдавали командующий Восточным военным округом генерал-полковник Александр Чайко и командующий 11-й армией военно-воздушных сил и противовоздушной обороны России генерал-лейтенант Владимир Кравченко – командующий.

Повреждённый памятник Тарасу Шевченко в Бородянке, 6 апреля 2022 года

Также в ходе боёв были повреждены несколько культурных объектов в Бородянке: памятник Тарасу Щевченко, пространство краеведческого музея Бородянщины (часть экспонатов пострадала, а во время оккупации из него была украдена оргтехника) и памятник св. архангелу Михаилу.

## Оккупация

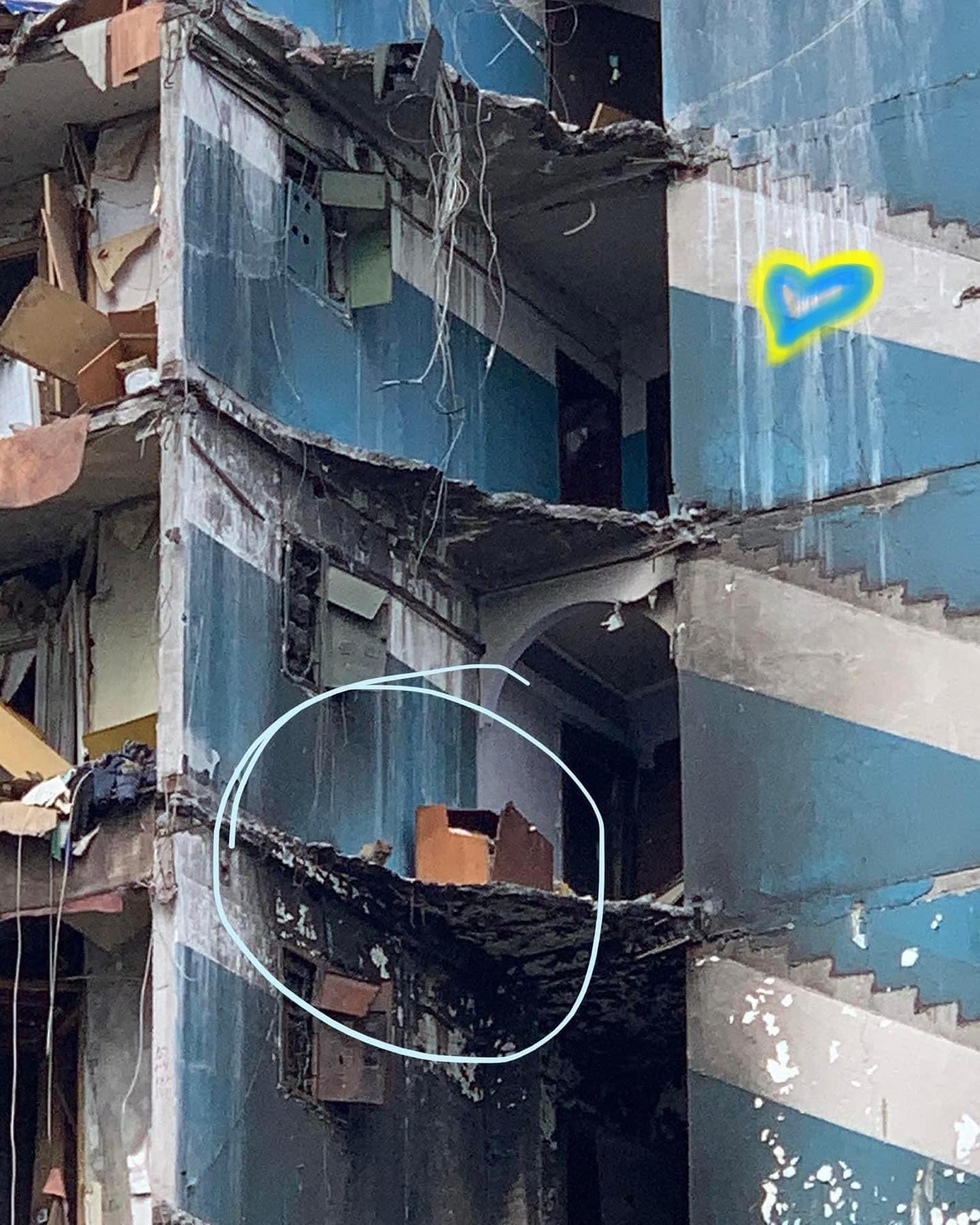
Спасение с 7-го этажа разрушенного здания кота, обнаруженного через месяц после освобождения города, апрель 2022

Во время оккупации Бородянка находилась в состоянии гуманитарной катастрофы. Местные жители рассказывали, что в посёлке не было электричества, газа, сотовой связи, продовольствия и медикаментов. От голода людей спасали запасы в погребах и подсобное хозяйство. В центре Бородянки были установлены блокпосты, передвижение гражданских контролировалось, а находящиеся на улице были обязаны носить метку в виде белой ленты.
Местные жители утверждали, что после захвата Бородянки российские военные системно занимались мародёрством: грабили магазины и дома, крали алкоголь, сигареты, деньги, электронику и другие ценные вещи. Для хранения награбленного использовали пустующие дома местных жителей. Один из бородянцев рассказал «Медиазоне», что его друг обнаружил в своей квартире склад украденных вещей, в том числе, дорогостоящий электросамокат с запиской: «Это твоему пацану от русских солдат подгон. Извини за все».
Одним из мест, которое приняло сотни людей во время оккупации, стал Бородянский психоневрологический интернат с гериатрическим отделением, где уже постоянно проживали около 400 человек с душевными болезнями и находились 80 пациентов, переведённых из местной психиатрической лечебницы. В некоторые дни в интернате скрывались до 800 жителей Бородянки, туда же приносили раненых. Обеспечить всех нуждающихся продовольствием и водой помогло озеро на территории интерната и ферма, где пациенты в мирное время работали в рамках терапии. Пациентов из интерната удалось эвакуировать в середине марта. 13 человек не выдержали оккупации, ещё 17 умерли во время эвакуации или вскоре после неё.
Местные жители увтерждали, что российские солдаты проводили обыски в поисках членов теробороны и в ходе подобных «зачисток» застрелили несколько человек, которых сочли подозрительными. Также среди оккупационных сил выделяли кадыровцев, которые почти не трогали мирных жителей и не грабили дома, а вместо этого регулярно записывали постановочные видео, на которых проводили «штурмы» пустых зданий. Также кадыровцы в один из дней захватили интернат и пытались заставить его руководительницу записать видео с благодарностью Владимиру Путину за освобождение от «нацистского режима».
После освобождения Бородянки журналисты и правозащитники изучили более 7500 сообщений жителей посёлка и 13 соседних деревень о действиях российских военных во время оккупации. Среди них были более 550 сообщений о грабежах, 250 — о порче собственности, угоне или уничтожении машин. 200 человек сообщили о стрельбе по мирным жителям или убийствах, 50 — о допросах с раздеванием, 40 — о незаконном задержании, 35 — об избиениях и пытках. 12 человек сообщили, что российские военные искали молодых женщин, 3 — об изнасилованиях. Более 160 человек рассказали, что солдаты требовали у них еду, водку, сигареты, топливо, носки или возможность принять душ. 12 жителей сообщили, что российские военные выгнали их из домов, 15 — что солдаты заняли их дома, но позволили хозяевам остаться. Ещё 15 стали свидетелями того, как служащие российских вооружённых сил рыбачили с динамитом.

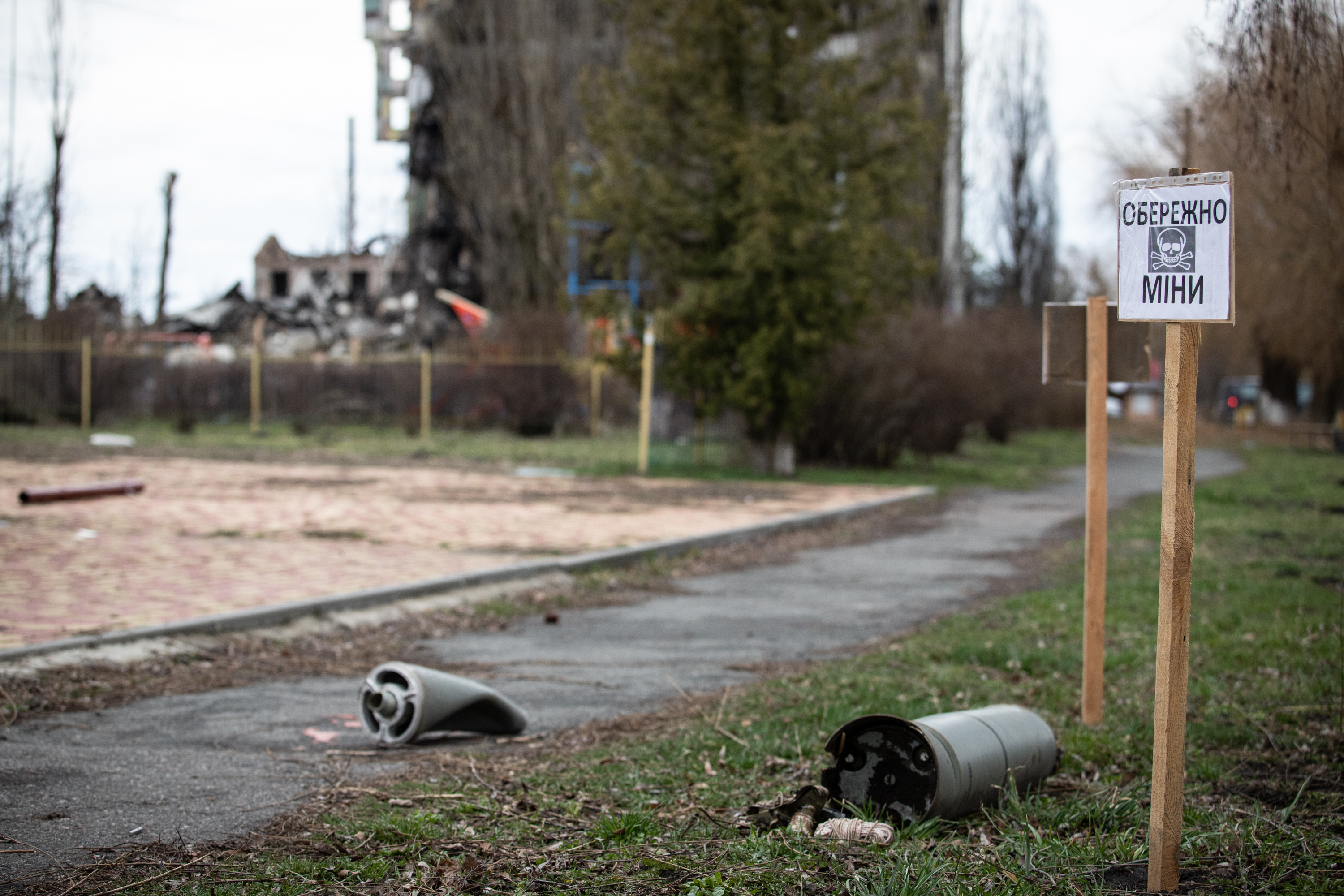
Предупреждение о минах и неразорвавшихся боеприпасах, 6 апреля 2022 года

По словам жителей Бородянки, перед отступлением российские военные заминировали территорию посёлка, и взрывные устройства находили даже в квартирах.

### Эвакуация
За время боёв в Киевской области из Бородянки смогли выехать около 90% населения. При этом полноценная эвакуация началась только в середине марта, а до этого гуманитарные коридоры не работали из-за обстрелов. Местные утверждали, что самостоятельный выезд из города долгое время был сопряжён со смертельной опасностью: российские военные открывали огонь по машинам, что привело к многочисленным жертвам.

### Жертвы

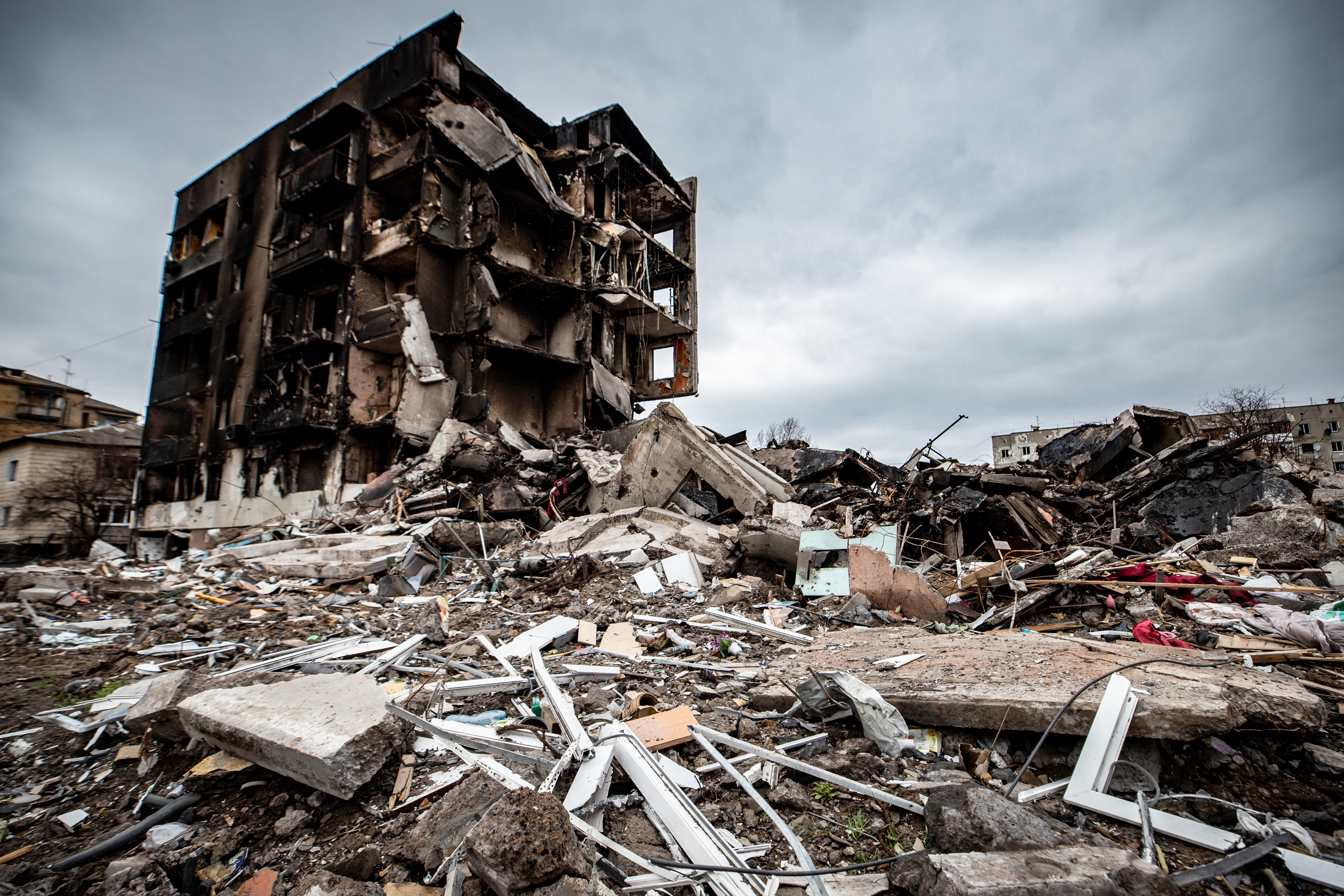
Разрушенный дом №326 по Центральной улице Бородянки, 6 апреля 2022 года

После освобождения Бородянки украинские власти начали разбор руин многоквартирных домов, из-под которых были извлечены тела 41 человека. Также тела более 250 человек были эксгумированы из захоронений, включая братские могилы. Среди найденных останков были тела людей со связанными за спиной руками, мешкам на голове, следами пыток, пулевыми ранениями. Некоторые тела перед захоронением были сожжены; журналисты полагали, что таким образом российские военные пытались скрыть следы преступлений. Десятки жителей Бородянки за время оккупации пропали без вести. В посёлке ходили слухи, что около 100 человек насильно вывезли в Беларусь.

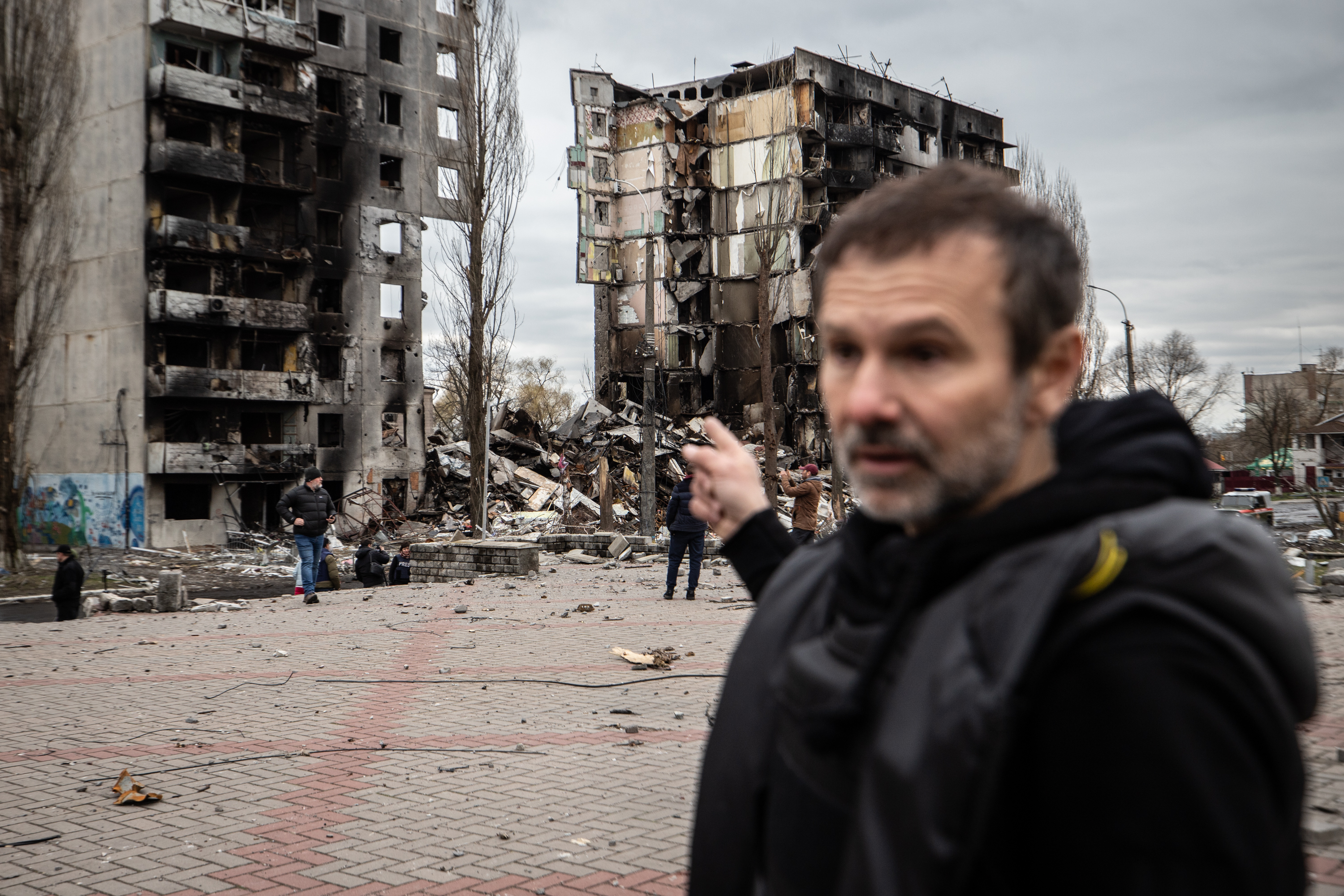
Дом №359 по Центральной улице Бородяки, 6 апреля 2022 года

Жертвами оккупации стали не только люди, но и животные. В местном приюте для собак за месяц оккупации из почти 500 животных около 300 погибли в закрытых вольерах без воды и пищи.
Главное управление разведки Министерства обороны Украины возложило ответственность за убийства мирных жителей на военнослужащих 234-го гвардейского десантно-штурмового полка из Пскова (в/ч 74268) и опубликовало их поимённый список, приведённый в документах, оставленных при отступлении. Расследователи из «Слідство.Інфо» изучили публичную информацию о них и выяснили, что из 20 человек, предположительно причастных с гибели мирных жителей большинство были не старше 22 лет и ни один не имел высшего образования.

## Восстановление
После оккупации в Бородянку вернулись около 7500 тысяч человек — половина довоенного населения. К восстановлению города подключились ряд иностранных государств и доноров, а также УВКБ ООН. Но даже год спустя работы шли крайне медленно, что на месте связывали с задержками в подготовке проектно-сметной документации и распределении финансирования.

## В культуре

### Керамический петушок

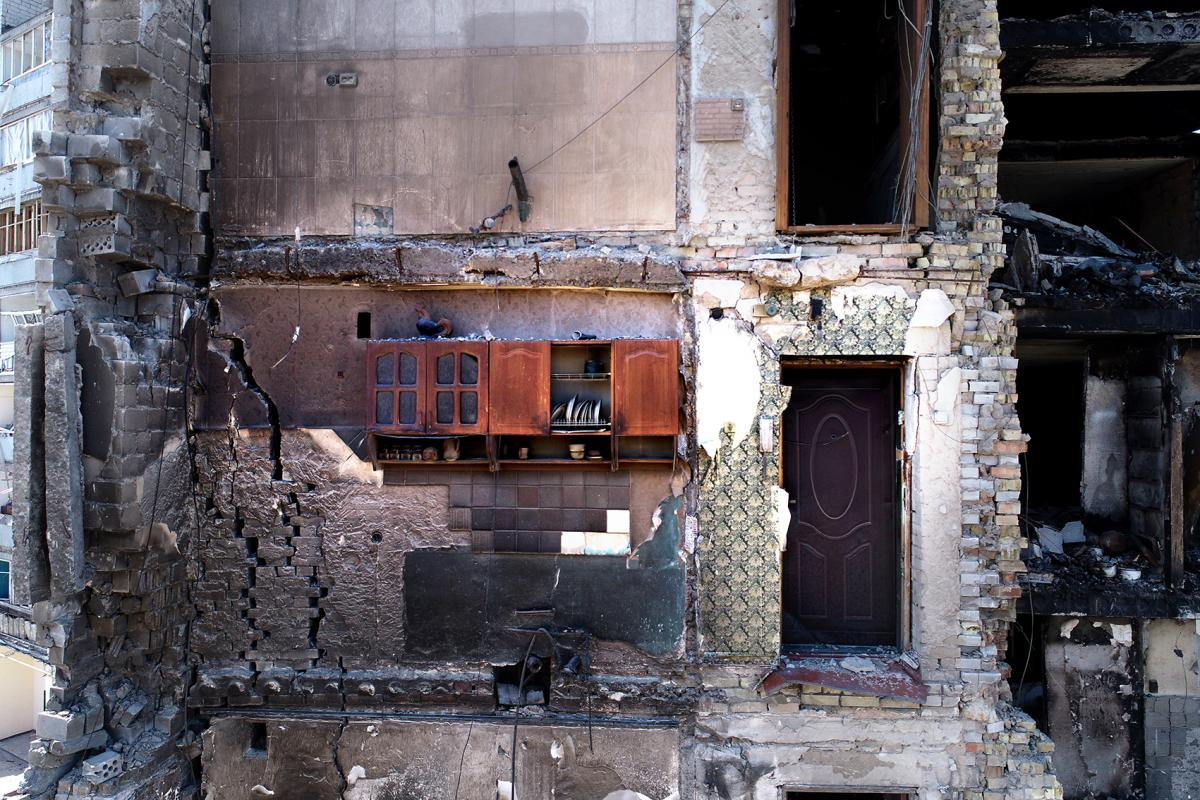
Керамический петушок на стене дома в Бородянке, апрель 2022

Одним из символов стойкости украинской нации в начале вторжения стала керамическая фигурка петушка, выполненная в стиле васильковской школы. Она была запечатлена на фотографии разрушенного многоквартирного дома, стоящей на чудом сохранившемся кухонном шкафу, висящем над пустотой среди руин. В дальнейшем фигурка передана в музей Революции Достоинства в Киеве, а её копию во время визита в Украину получил в подарок премьер-министр Великобритании Борис Джонсон.

### Муралы

Один из муралов Бэнкси в Бородянке, 5 февраля 2023 года

Во время поездки в Киевскую область в 2022 году уличный художник Banksy оставил в Бородянке две работы. Первая — фигурка девушки-акробата, балансирующая на руинах разрушенного авиаударом дома № 353 по Центральной улице. Второй мурал, расположенный на стене разрушенной котельной за домом № 427 по Центральной улице, изображает мальчика, который побеждает в спарринге взрослого мужчину-дзюдоиста — прозрачный намёк на Владимира Путина и напоминание о поражении России в битве за Киев. Чтобы сохранить работы, украинские власти защитили их от внешнего воздействия специальными покрытиями и экранами, окружили датчиками для отслеживания температуры и влажности, и камерами безопасности.
Ещё один художник, посетивший Бородянку — француз Кристиан Геми, известный как С215. Он оставил на стене одного из разрушенных зданий портреты Леси Украинки и Дмитрия Коцюбайло — военного, награждённого званием Героя Украины и президентским знаком «Национальная легенда Украины».